# Pentod

Schemasymbol för en pentod

En pentod är ett elektronrör med fem elektroder. Pentoden associeras vanligen med det tregallers vakuumrör som uppfanns av holländaren Bernhard D.H. Tellegen 1926.

## Fördelar gentemot tetroden
En tetrod kan leverera tillräckligt med effekt för en högtalare eller sändare och tillhandahåller en högre förstärkningsfaktor än de tidigare trioderna.
Men det positivt laddade skärmgallret kan samla in sekundära elektroner emitterade från anoden, (så kallad sekundäremission), vilka kan orsaka ökad ström genom skärmgallret och orsaka att anodströmmen sjunker med ökande anodspänning över en del av Ia/Va-karaktäristiken. Tellegen introducerade en ytterligare elektrod kallad "suppressor grid", eller bromsgaller, som löste problemet med sekundäremissionen. Den extra elektroden hålls på en låg potential, vanligtvis jordad eller ihopkopplad med katod. Sekundäremission uppträder fortfarande men elektronerna kan inte längre nå skärmgallret då de har lägre energi än primärelektronerna och kan därför inte passera det jordade bromsgallret och tas istället upp av anoden.

## Användning
En dubbelpentod tillverkad av General Electric, 12AE10, blev först använd inom konsumentelektronik för radiomottagning. Pentoden EF50 konstruerades före andra världskriget och var vanlig i radarutrustning och andra militära utrustningar. Efter andra världskriget blev pentoder vanligt förekommande i TV-mottagare, speciellt EF80, en efterföljare till EF50. Vakuumrör blev genomgående utbytta mot transistorer under 1960-talet. Men de fortsatte att användas för speciella applikationer såsom radiosändare för hög effekt och inom high-end och professionella audioapplikationer, för mikrofonförstärkare och elgitarrförstärkare. Stora rörlager i de forna sovjetstaterna har inneburit en fortlöpande tillgång till elektronrör, en del konstruerade för andra ändamål men anpassade till ljudbranschen, såsom sändarröret GU50.